# Костоев, Ширвани Устарханович
Ширва́ни Устарха́нович Косто́ев (1923, Галашки, Горская АССР — 6 августа 1949, Елгава) — старший лейтенант, командир звена штурмового авиационного полка, участник Великой Отечественной войны, Герой Российской Федерации.

## Биография
Родился в 1923 году в селе Галашки Чечено-Ингушской АССР. В 1941 году начал службу в Красной Армии. В 1942 году окончил Краснодарскую военную авиационную школу пилотов. Служил в запасных авиаполках в Поволжье и Сибири.
На фронте с 1942 года. Летал на Ил-2. Совершил свыше 100 боевых вылетов на штурмовку вражеских войск, был трижды ранен, но каждый раз возвращался в строй.
В период Курской битвы Костоев уничтожил 11 вражеских танков. При возвращении из очередного вылета его штурмовик был атакован тремя самолётами противника. Костоев сбил один самолёт, но его штурмовик был также повреждён. Лётчик сумел произвести вынужденную посадку на своей территории. В самолёте насчитали 17 пробоин.
Участвовал в освобождении Белоруссии, Прибалтики и Восточной Пруссии. В апреле 1945 года в районе Кёнигсберга потопил немецкий корабль, на борту которого находилось 125 солдат и офицеров противника. Там же одержал свою вторую воздушную победу. Затем его полк принимал участие в Берлинской наступательной операции. За несколько дней до капитуляции Германии Костоев сбил третий вражеский самолёт.
Был представлен к присвоению звания Героя Советского Союза, но в этом было отказано без объяснения причин. Командование ценило летчика, поэтому его не отозвали с фронта в 1944 году, когда ингуши были депортированы в Среднюю Азию. В 1945 году ездил к родственникам, которые были выселены в Казахстан под Алма-Ату, и оказал им посильную помощь.
После войны служил в ВВС Прибалтийского военного округа. Занимался лётно-испытательной работой. Погиб 6 августа 1949 года. Похоронен в городе Елгава Латвийской ССР.
За мужество и героизм в борьбе с немецко-фашистскими захватчиками в Великой Отечественной войне Указом Президента Российской Федерации № 679 от 6 июля 1995 года старшему лейтенанту Костоеву Ширвани Устархановичу посмертно присвоено звание Героя Российской Федерации.

## Награды
- Медаль «Золотая звезда»;
- Орден Красного Знамени;
- Орден Отечественной войны 1-й степени;
- Орден Отечественной войны 2-й степени;
- Орден Красной Звезды;
- медали.